# Натроураноспініт
Натроураноспініт, ураноспініт натріїстий — мінерал, водний ураніл-арсенат-фосфат натрію і кальцію. Назва — Е. В. Копчёнова, К. В. Скворцова, 1957.

## Опис
Хімічна формула: (Na, Ca)2[UO2(As, P)O4]2•(5-10)H2O.
Сингонія тетрагональна, дитетрагонально-дипірамідальний вид. Дрібні таблитчасті кристали, променисті аґреґати, кірочки. Спайність по (001) досконала. Густина 3,846. Твердість 3,0. Колір зелено-жовтий.

## Поширення
Зустрічається в тріщинах фельзит-порфірів і їх туфобрекчій, у пустотах вилуговування. Знайдений у зоні окиснення гідротермальних настурано-сульфідних родовищ.